# Honiley
Honiley est un village du Warwickshire, en Angleterre. Il forme la paroisse civile de Beausale, Haseley, Honiley and Wroxall avec les villages voisins de Beausale, Haseley et Wroxall. Administrativement, il dépend du district de Warwick.

## Toponymie
Honiley est un toponyme d'origine vieil-anglaise. Il désigne une clairière (lēah) où l'on trouve du miel (hunig). Il est attesté sous la forme Hunilege en 1208.

## Démographie
Au recensement de 2011, la paroisse civile de Beausale, Haseley, Honiley and Wroxall comptait 623 habitants.